# Bellatrix
Coordenadas:  05h 25m 07.9s, +06° 20′ 59″
Bellatrix, também conhecida pela designação de Bayer Gamma Orionis (γ Ori, γ Orionis), é a terceira estrela mais brilhante da constelação de Orion e a 27ª mais brilhante do céu noturno, com uma magnitude aparente de 1,64. O nome Bellatrix vem do latim e significa guerreira. Nas tábuas afonsinas, é também chamada de Estrela Amazona, uma tradução do nome árabe Al Najīd. A estrela forma o ombro direito do caçador Órion. Bellatrix é uma das quatro estrelas de navegação em Orion que são usadas para navegação astronômica. Com base em seu paralaxe de 12,92 mas, está a aproximadamente 250 anos-luz da Terra.
Bellatrix é uma estrela maciça com cerca de 8,4 vezes a massa do Sol. Sua idade é estimada em aproximadamente 20 milhões de anos, longa o bastante para uma estrela dessa massa consumir o todo o hidrogênio de seu núcleo e se tornar uma estrela gigante. A temperatura efetiva da camada externa de Bellatrix é de 22 000 K, bem mais quente que a do Sol de 5,778 K. Essa alta temperatura da à estrela com um tom azul-branco típico de estrelas de classe B. Seu diâmetro angular, após correções de escurecimento de bordo, é de 0,72 ± 0,04 mas. Seu tamanho é cerca de seis vezes o do Sol.
Em 1963, Gamma Orionis foi incluída num conjunto de estrelas brilhantes como padrão de luminosidade. Estrelas assim são usadas para comparação com outras estrelas para verificar variabilidade, e então, por definição, a magnitude aparente de Gamma Orionis foi determinada como 1,64. No entanto, uma pesquisa fotométrica de todo o céu em 1988 mostrou que essa estrela é variável. Sua magnitude aparente muda entre 1,59 e 1,64.
Já acreditou-se que Bellatrix pertence à Associação Orion OB1, uma associação de estrelas que possuem movimento comum no espaço, junto com as estrelas do Cinturão de Orion ζ Ori (Alnitak), ε Ori (Alnilam) e δ Ori (Mintaka). Contudo, não acredita-se mais nisso, pois agora se sabe que Gamma Orionis está muito mais próxima da Terra que o resto do grupo. Nenhum companheiro estelar de Bellatrix é conhecido. Em 2011 uma busca por companheiros falhou em achar conclusivamente qualquer objeto que compartilha movimento próprio com a estrela.